# Bernardin de Rosset de Fleury
Henri-Marie-Bernardin de Rocozel de Fleury, dit aussi de Rosset de Ceilhes de Fleury (du nom d'une propriété de la famille), né le 26 août 1718, au château de Pérignan et mort le 22 janvier 1781, est un prélat français du XVIIIe siècle. Il est archevêque de Tours de 1750 à 1773 puis archevêque de Cambrai de 1775 à sa mort.

## Biographie
Il est le fils de Jean-Hercule de Rosset, premier duc de Fleury (1683-1748), et de Marie Rey (1693-1778). Son père était fils de Bernardin de Rosset (mort en 1720), seigneur de Rocozel et de Marie de Fleury, (morte en 1692), sœur du cardinal de Fleury. Henri-Marie-Bernardin est le frère d'André-Hercule de Rosset de Rocozel, marquis puis 2e duc de Fleury, gouverneur de Lorraine et de Pierre Augustin Bernardin de Rosset de Rocozels de Fleury, évêque de Chartres.
Henri-Marie-Bernardin de Rosset de Ceilhes de Fleury est tonsuré à 14 ans ; il est doté de l'abbaye Saint-Gorges-de-Boscherville. Chanoine de la cathédrale Notre-Dame de Paris le 17 mars 1733, il est pourvu de l'abbaye de Royaumont en 1734 et quatre ans après de celle de Rebais (diocèse de Meaux). Il reçoit les ordres mineurs en 1735 et les majeurs entre 1738 et 1742. Il est maître ès arts de l'université de Paris le 13 août 1734, bachelier en théologie en mars 1738, licencié en février 1742, et docteur en théologie de la Sorbonne en janvier 1744. Il est aussi vicaire général de Chartres et abbé commendataire de l'abbaye de Jouy.
Son grand-oncle Fleury le place en 1742 comme chanoine à l'archevêché de Paris et  abbé commendataire de Royaumont. À la mort de Fleury, il se voit proposer comme son frère Pierre Augustin l'abbaye de Caen mais voulant imiter la modération de leur grand-oncle, ils la refusent s'estimant assez pourvus (30 000 livres de rente en bénéfices chacun).
Le 20 juin 1751 il est nommé archevêque de Tours (48 000 livres de rente) et ordonné évêque le 27 décembre de la même année. Le 20 juin 1752, il reçoit la consécration dans la chapelle de Saint-Cyr devant toute la famille royale. Il occupe le siège archiépiscopal de Tours jusqu'en 1773, période pendant laquelle il se rend acquéreur de plusieurs immeubles à Tours, dont un hôtel situé rue du Cygne. En 1774, il est nommé archevêque-duc de Cambrai. Refusant d'abord cette récompense, il accepte sur l'insistance du roi et prend ses fonctions le 3 avril 1775. Il meurt le 22 janvier 1781, à l'âge de soixante-trois ans.